# Antonio Puig Gaite
Antonio Puig Gaite (Pontevedra, 22 de agosto de 1907-ib. en 1993), fue un farmacéutico y político gallego.

## Biografía
Hijo de Javier Puig Llamas. Licenciado en Farmacia, a finales de los años treinta se hizo cargo de la farmacia de su tío Enrique Eiras Puig en Pontevedra. Fue Jefe provincial del Movimiento desde 1936 hasta 1974. Fue procurador en Cortes (1955, 1958, 1961, 1964, 1967 y 1971). Fue Vicepresidente de la Diputación de Pontevedra (1957-1965), Prohombre da Hermandad Sindical Provincial de Labradores y Ganaderos de Pontevedra. Fue alcalde de Pontevedra (1971). Fue condecorado con la Orden Imperial de él Yugo y las Flechas en 1962. En la transición fue candidato de Alianza Popular al Senado en las elecciones de 1977.
Fue presidente del Pontevedra Club de Fútbol (1951-1956).  